# Selvportræt (Dürer, München)
 For alternative betydninger, se Selvportræt (flertydig). (Se også artikler, som begynder med Selvportræt)
Selvportræt er et maleri af den tyske renæssancekunstner Albrecht Dürer. Dürer malede portrættet tidligt i 1500 lige før sin 29-års fødselsdag. Maleriet er det sidste af Dürers tre selvportrætter og anses for at være det mest personlige, ikoniske, komplekse og bedst kendte af disse.
Det mest bemærkelsesværdige ved selvportrættet er ligheden med tidligere fremstillinger af Kristus. Ligheden kan findes i, at selvportrættet benytter sig af de samme virkemidler, herunder symmetri, mørke farver og måden hvorpå motivet ser på betragteren og holder sin hånd på midten af brystet, som var han midt i en velsignelse.
Maleriet opbevares på det tyske kunstmuseum Alte Pinakothek i München.